# Aeroportul Jiri
Aeroportul Jiri (IATA: JIR, ICAO: VNJI) este un aeroport din Central Development Region⁠(d), Nepal.
aeroportul dispune de o singură pistă.